# Biescas
Biescas è un comune spagnolo di 1 244 abitanti situato nella comunità autonoma dell'Aragona, nella parte settentrionale della provincia di Huesca.

Fa parte della comarca dell'Alto Gállego e del Serrablo, nome andato in disuso e ripreso negli anni settanta del secolo scorso, col quale si indica l'antica comarca che comprende tutto il territorio della valle glaciale del rio Gállego, su entrambe le rive del quale è situato il paese, che formato da due quartieri: El Salvador e San Pedro, nomi delle loro rispettive chiese. 
Antico villaggio rurale montano al limite della vallata di Tena, i cui abitanti si dedicavano ad un'agricoltura di sostentamento familiare e all'allevamento del bestiame, a partire dal secolo scorso è divenuto un moderno centro attrezzato per soddisfare le esigenze del turismo di soggiorno estivo e di sport invernali, grazie alle bellezze naturali del paesaggio dei Pirenei centrali circostanti e alla vicinanza alle stazioni sciistiche più rinomate dei Pirenei spagnoli attrezzate per lo sci alpino e di fondo.

## Storia

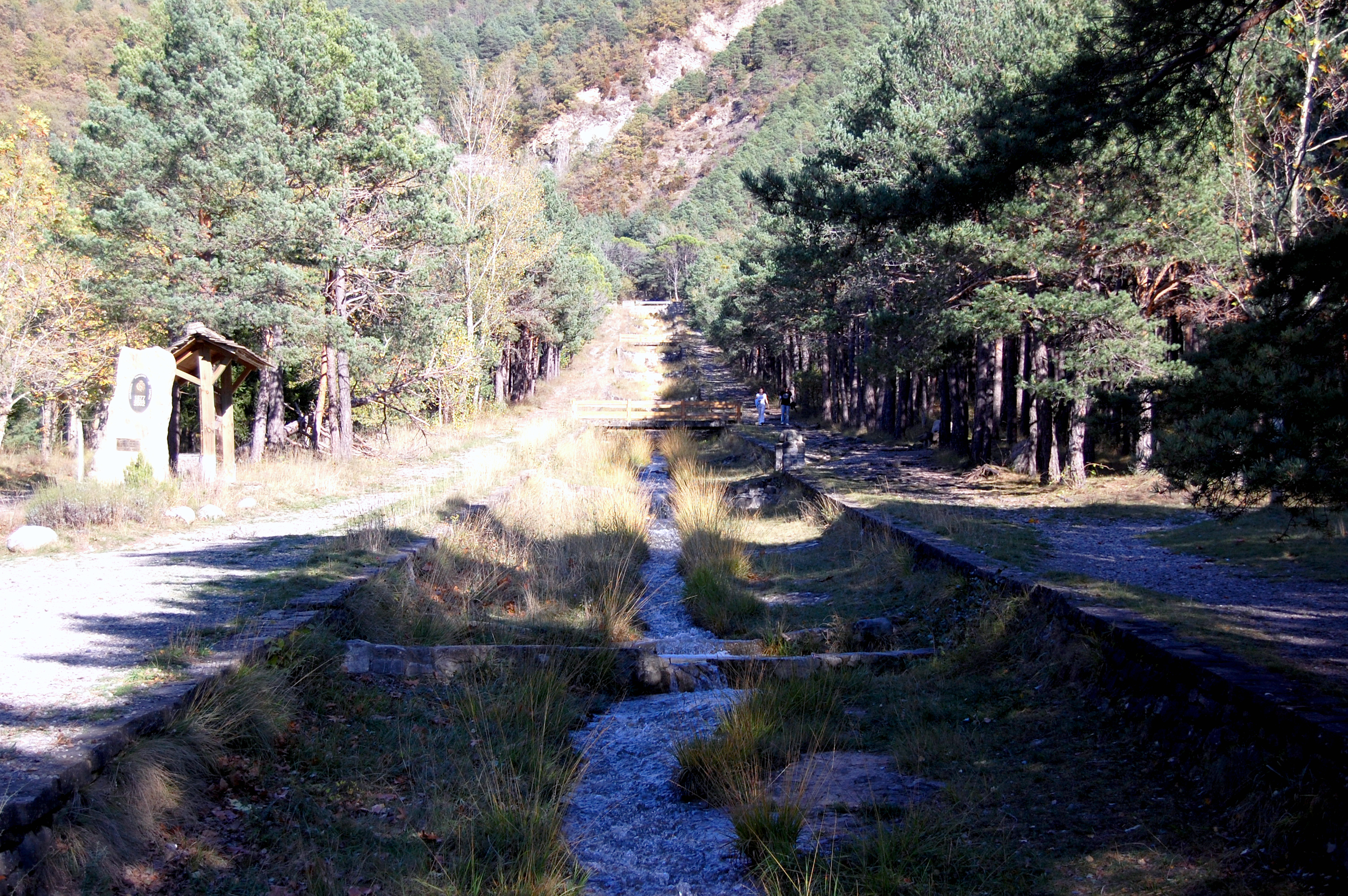
Il Barranco d'Arratiecho

La presenza nel territorio municipale e nelle zone limitrofe di dolmen e i ritrovamenti archeologici confermano la presenza umana nel territorio fin dal Neolitico. I primi abitanti stabili furono popoli celti e iberici. Durante la dominazione romana, nell'epoca di Augusto si utilizzarono le acque termali della località oggi chiamata Balneario de Panticosa e una strada selciata romana conduceva alle terme, passando per la valle del Gállego. Nel periodo musulmano Biescas dipese da Huesca. 
Con la riconquista cristiana il territorio si ripopolò; negli anni 918-920 il conte Sancho Garlaudes de Aragon fondò il monastero di San Andrés del Cercito e nel 950 da Huesca giunsero gruppi di Mozarabi (sono così chiamati i cristiani che abitavano in territorio arabo), s'installarono nelle vallate e costruirono chiese e monasteri.
Per la prima volta si parla del Serrablo in un documento datato 1054 relativo ad una donazione al Monasterio de San Andrés de Faulo. All'inizio del secolo XI il re navarro Sancho el Mayor incorporò il Serrablo nella contea di Aragona, che divenne poi uno dei grandi regni del bacino del Mediterraneo.
Nel Basso medioevo si formarono le signorie, che tennero il potere fino al XIX secolo. Nella valle del Gállego chi detenne il potere fu la famiglia degli Urriés, che avevano il titolo di marchesi di Ayerbe e signori di Larres. A difesa delle loro terre era il castello di Larres. In età moderna alla fine del XVI secolo e all'inizio del XVII Antonio Pérez, già segretario di Filippo II, s'impossessò delle terre di Sant'Elena e  Senegué e, alleatosi con gli abitanti di Bearnes attaccò Biescas che venne saccheggiata e distrutta dai bearnesi. Risolta questa ribellione, Filippo II si dedicò a costruire un sistema difensivo contro eventuali attacchi degli Ugonotti. Erano così chiamati dei protestanti calvinisti francesi che contestavano il potere assoluto del re e intendevano espandersi in Europa. Ovviamente per il cattolicissimo e assolutista re Filippo II rappresentavano un pericolo da prevenire.
Alla fine del XIX secolo il Serrablo fu collegato alla rete ferroviaria statale e si sistemarono le strade, che una relazione del 1850 giudicò in stato tale da essere quasi impercorribili, a Sabiñánigo si stabilirono due industrie nazionali, si iniziò la costruzione in varie località di bacini idroelettrici e, di conseguenza, si crearono nuove occasioni di lavoro facendo finire il fenomeno dell'emigrazione che nel passato aveva raggiunto punte del 75% degli abitanti e si arrestò lo spopolamento progressivo della regione. Nel XX secolo il diffondersi della popolarità degli sport invernali e del turismo contribuì a far aumentare la popolazione e all'espandersi dei centri abitati. Durante la guerra civile del 1936-39 si ebbero gravi danni perché la linea del fronte fra gli schieramenti si stabilizzò su queste montagne.

## Monumenti e località interessanti
Biescas già piccolo villaggio rurale montano non ha monumenti di particolare interesse artistico, dal punto di vista turistico può interessare il Museo de Angel Orensanz y Artes populares del Serrablo etnologico e con un'interessante collezione di musiche popolari pirenaiche ed opere del pittore di cui porta il nome che acquistò la casa che ospita il museo nel 1978 ora di proprietà comunale.

La chiesa di San Juan de Busa

Distribuite nel territorio del Serrablo sono quattordici chiese dei secoli X e XI sconosciute dai critici e storici d'arte medioevale e ignorate dai relativi trattati e pubblicazioni che l'associazione degli Amigos del Serrablo fece conoscere a partire dal 1922 pubblicando uno studio e un catalogo con relativa documentazione fotografica e curando il loro restauro e la manutenzione. Sono tutte ad una sola navata rettangolare con abside semicircolare o rettangolare, con una piccola cripta, soffitto di legno e tetto a capanna, secondo l'uso medievale orientate ad est da dove giunge la luce e quindi la Rivelazione cristiana alcune di stile romanico-lombardo e le altre di stile mozarabico, tutte dichiarate BIC (Bene di Interesse Culturale).
Nei dintorni di Biescas c'è la località di Larres col castello del XIII secolo, ristrutturato alla fine del XIV e restaurato recentemente, che ospita il Museo del dibujo con raccolte di opere di artisti spagnoli di diversi secoli e, in particolare, moderni e contemporanei.

## Dintorni
- A 15 km Sabiñánigo
- A 18 km Jaca
- A 30 km El Formigal piccola località, stazione di sport invernali e sede della dogana spagnola del confine con la Francia.

## Festività
- il 13 giugno, in onore di Sant'Antonio di Padova si effettua un pellegrinaggio all'eremitaggio di Sant'Elena
- dal 14 al 18 agosto ha luogo la festa patronale in onore di San Rocco
- il terzo fine settimana di ottobre si celebra la tradizionale fiera d'autunno